# Skedevid kanal

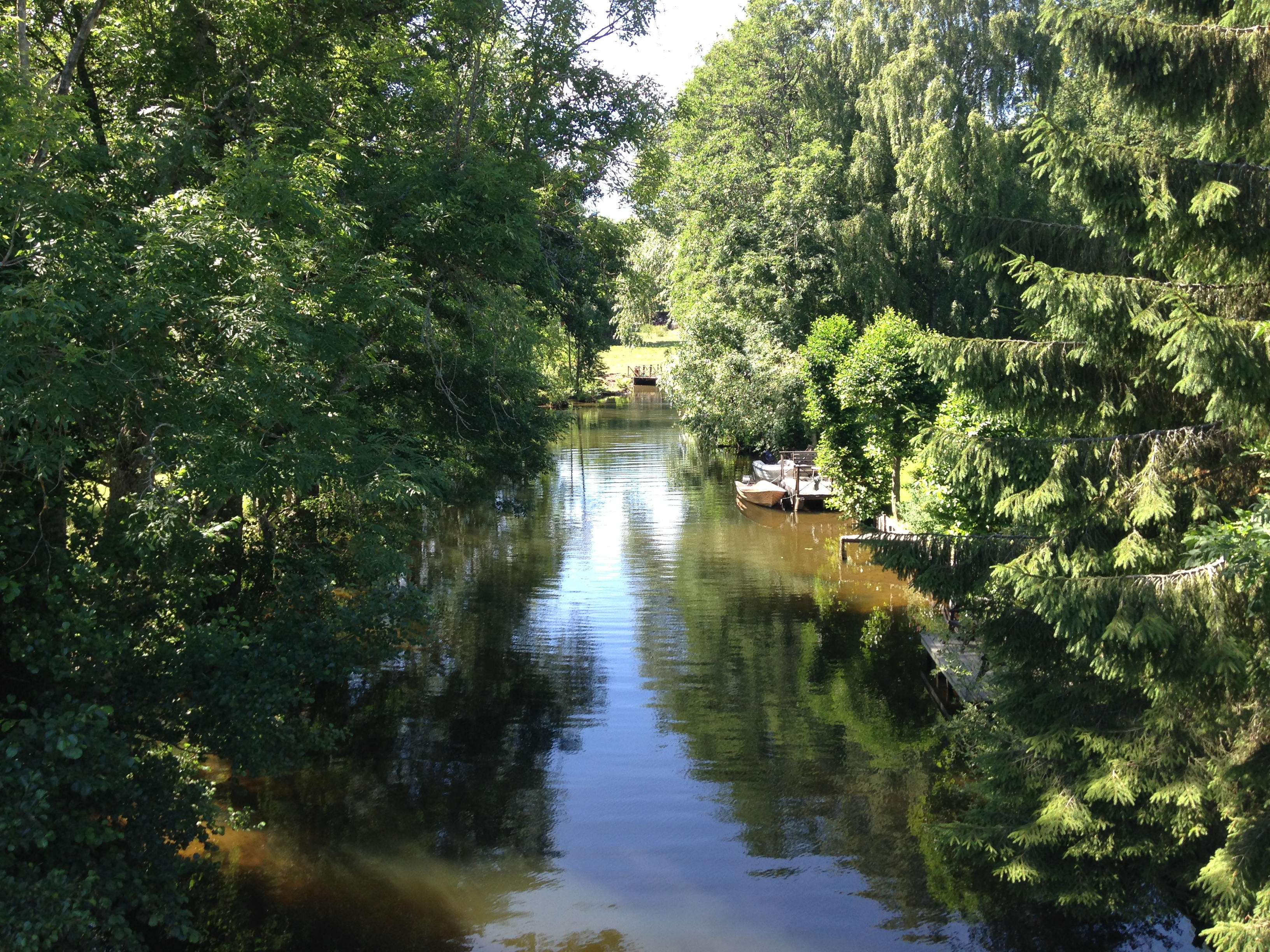
Skedevid kanal

Skedevid kanal är en kort kanal som förbinder sjöarna Ämmern och Åsunden, nära Rimforsa, och är en del av Kinda kanalsystem. Kanalen går över egendomen Skedevid.